# Cot Bara Mesjid
Cot Bara Mesjid är en kulle i Indonesien.   Den ligger i provinsen Aceh, i den västra delen av landet, 1 800 km nordväst om huvudstaden Jakarta. Toppen på Cot Bara Mesjid är 141 meter över havet.
Terrängen runt Cot Bara Mesjid är kuperad söderut, men norrut är den platt. Terrängen runt Cot Bara Mesjid sluttar norrut.Runt Cot Bara Mesjid är det ganska glesbefolkat, med 25 invånare per kvadratkilometer. Omgivningarna runt Cot Bara Mesjid är en mosaik av jordbruksmark och naturlig växtlighet.